# Karain-Höhle

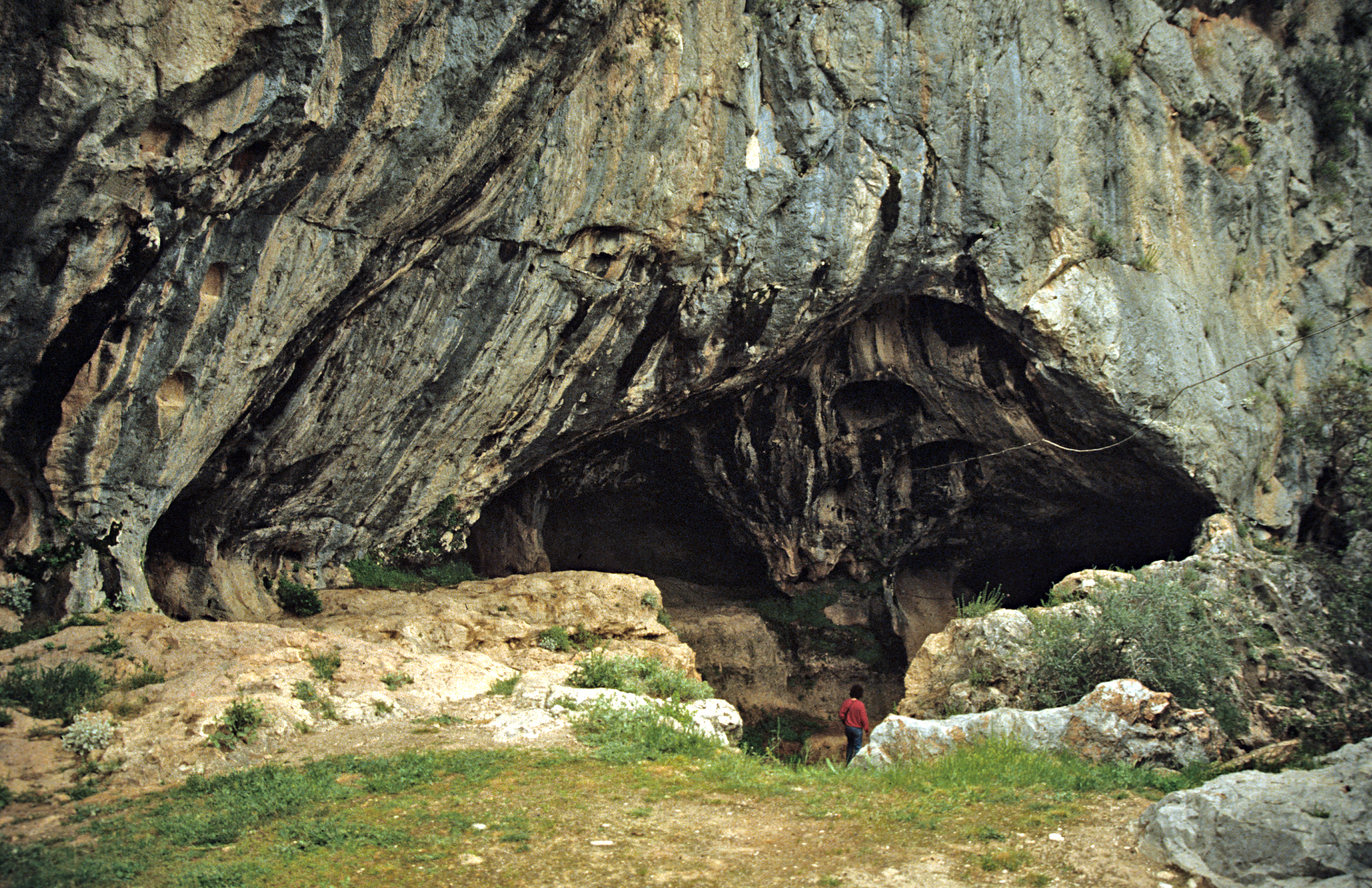
Eingang zur Karain-Höhle

Die Karain-Höhle, auch Schwarze Höhle genannt, liegt etwa 27 km nordwestlich von Antalya in der gleichnamigen türkischen Provinz auf einer Höhe von 400 m über dem Meeresspiegel am Hang des Sam Dağı in der Nähe des Dorfes Yağcı Köyü oder Yağca. Der Eingang befindet sich etwa 100 m über der Travertin-Ebene, die sich im Miozän bildete und im Pleistozän ein See war.
Koordinaten: 37° 4′ 40″ N, 30° 34′ 15″ O
Die Tropfsteinhöhle besteht aus einem Komplex von drei großen Kammern, die durch Kalzitmauern sowie Stalagmiten und Stalaktiten voneinander getrennt und über enge Gänge miteinander verbunden sind. Im Innenbereich und am Eingang der Tropfsteinhöhle wurden archäologische Funde gemacht.

## Grabungen
Die Karain-Höhle wurde von 1946 bis 1974 von İsmail Kılıç Kökten von der Universität Ankara erforscht. Die Ausgrabungen begannen in der Füllschicht im Eingangsbereich. Die Arbeiten wurden mindestens bis 2008 durch Işın Yalçınkaya in Zusammenarbeit mit der Universität Lüttich fortgesetzt.
Das Schichtpaket in Kammer E ist über 10 m dick und besteht aus fluviatilen Ablagerungen, Travertinschichten und sandig-schluffigen Schichten. Der gewachsene Boden wurde bisher nicht erreicht, nach unten hin (unterhalb von Schicht V) werden anthropogene Ablagerungen jedoch zunehmend seltener.
In Kammer B finden sich Schichten aus byzantinischer Zeit bis in Mittelpaläolithikum. Die Schichtpakete wurden nach geologischen Zeitaltern zeitlich voranschreitend bezeichnet (H=Holozän, P=Pleistozän)
- H0: Byzantinisch
- HI: spätrömische und andere Funde
- HII: handgefertigte monochrome Keramik, Klingen aus Radiolarit, etwas Obsidian
- HIII: spätes Chalkolithikum
- HIV: Chalkolithikum, polychrome Keramik, Mahlsteine und Beile[3]

## Datierung
Die Ausgrabungen zeigen, dass die Höhle seit dem Acheuléen (vor etwa 400.000 Jahren) über das Jungpaläolithikum und akeramische Neolithikum bis in die antike und byzantinische Zeit bewohnt war (Schicht H0 in Kammer B). Aus der Antike stammen auch griechische Ziertafeln und Monogramme an den Außenwänden der Höhle. Sie zeigen, dass der Ort auch als Tempel genutzt wurde. Kökten hatte ursprünglich von alt- und mittelpaläolithischen Schichten gesprochen und berichtet auch von Faustkeilen, die jedoch in den neueren Grabungen bisher nicht zu Tage traten.

## Funde

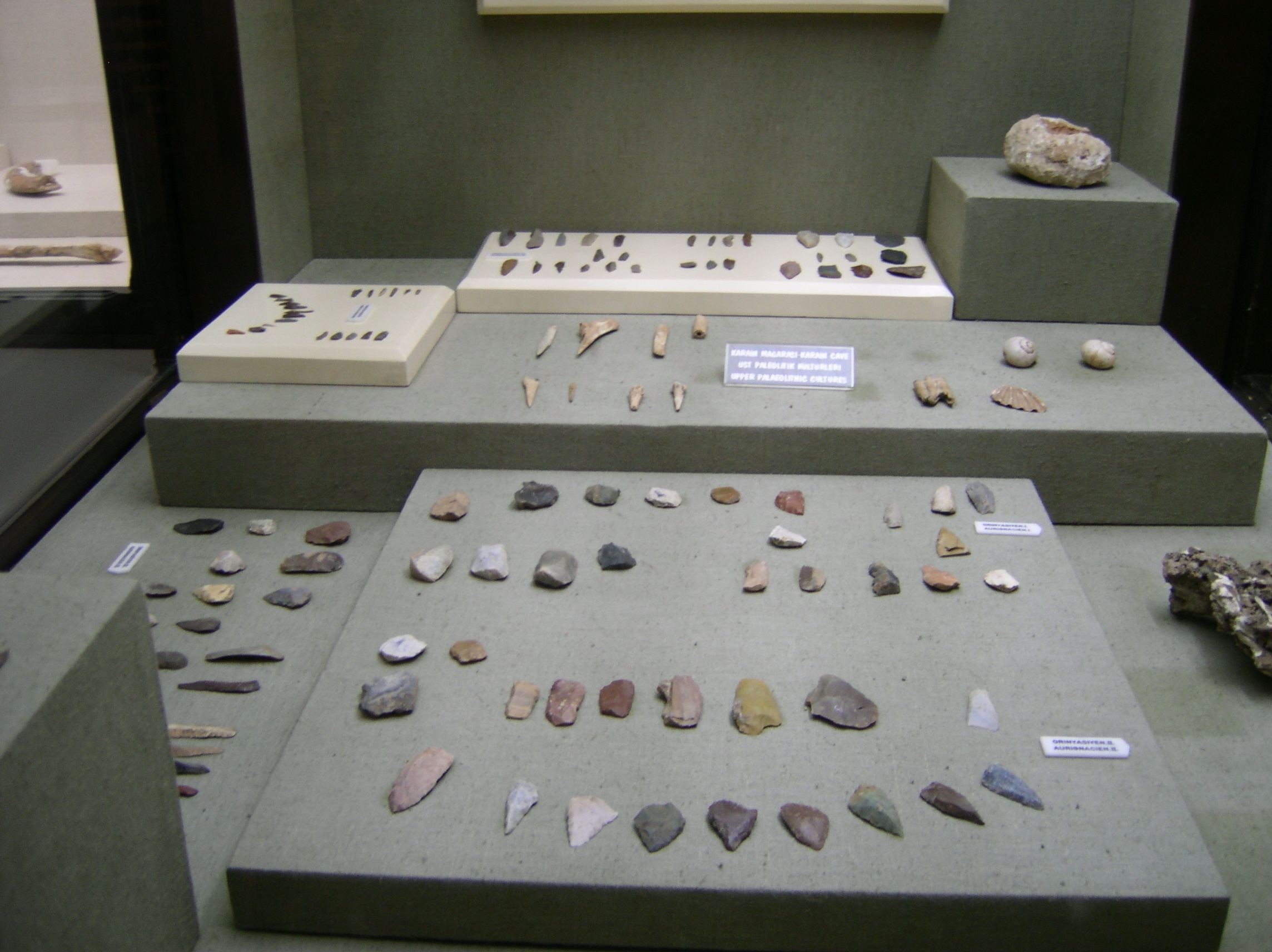
Werkzeuge aus der Karain-Höhle im Museum von Antalya

### Silex
Aus den mittelpaläolithischen Schichten stammen 1766 Silices, darunter vier Levallois-Kerne aus Abschlägen. Die meisten Kerne sind erschöpft und lassen keine Grundform mehr erkennen. 807 Stücke (18 %) sind retuschiert, unter den Geräten überwiegen die Schaber, gefolgt von Stücken mit durchgängiger Lateralretusche und Moustier-Spitzen. Schaber bestehen aus Grundformen in Levalloistechnik, meist im Moustérien-Stil retuschiert. Außerdem wurden einige Moustérien-Faustkeile gefunden. Ein zerbrochener Faustkeil aus Schicht V.2 wurde von Kartal als ein Typ des mittleren oder späten Acheuléen eingeordnet.
Das Rohmaterial der paläolithischen Artefakte bildeten vor allem Flusskiesel aus Radiolarit, die aus der vorgelagerten Ebene stammen.
In den jüngeren Schichten lagen ritzverzierte Kiesel.

### Tierknochen
Es wurden Knochen von Flusspferden, Elefanten, Wildpferden, Onagern, Wildrindern, aber auch Rot- und Damhirsch, Ziege, Schaf, Reh, Höhlenbär, Hyäne, Löwe, Luchs, Wolf, Fuchs, Wildkatze, Dachs, Marder, Stachelschwein und Nashörnern, sowie von Vögeln gefunden. Auch menschliche Knochen, darunter Kiefer und Zähne des Neandertalers und Knochen von Homo sapiens gehören zu den Funden.
An einem Knochengerät wurde wohl ein menschliches Gesicht geformt, das stilistisch dem Natufien nahesteht, was möglicherweise auf Beziehungen nach Palästina hinweist.

### Weitere Funde
Aus dem Chalkolithikum stammt Keramik, die wohl mit der Hacılar-Ware verwandt ist.

### Verbleib der Funde
Ein Großteil der Funde kann im Museum für anatolische Zivilisationen in Ankara sowie im prähistorischen Saal des Museums von Antalya besichtigt werden, einige Teile sind auch in dem kleinen Museum vor Ort am Fuß des Berghangs zu sehen.

### Umgebung
Im Jahr 1989 legte ein Team der Universität Tübingen in der 1,5 Kilometer nordnordöstlich gelegenen Öküzini-Höhle einen Testschnitt an, um Pollen- und Sedimentproben sowie Tierknochen zu entnehmen.